# The Legal Wife
The Legal Wife é uma telenovela filipina produzida e exibida pela ABS-CBN, cuja transmissão ocorreu em 2014.

## Elenco

### Elenco principal
- Angel Locsin - Monica Santiago-de Villa
- Jericho Rosales - Adrian de Villa[3]
- Maja Salvador - Nicole Esquivel[3]
- JC de Vera - Max Gonzales[3]

### Elenco de apoio
- Christopher de Leon - Javier Santiago[4]
- Mark Gil as Dante Ramos[4]
- Rio Locsin as Eloisa Santiago[4]
- Maria Isabel Lopez as Sandra de Villa[1]
- Joem Bascon as Javy Santiago[4]
- Ahron Villena as Jasper Santiago[4]